# Caecognathia coralliophila
Caecognathia coralliophila är en kräftdjursart som först beskrevs av Théodore Monod 1926.  Caecognathia coralliophila ingår i släktet Caecognathia och familjen Gnathiidae. Inga underarter finns listade i Catalogue of Life.